# Tasiocera gourlayi
Tasiocera gourlayi är en tvåvingeart som först beskrevs av Alexander 1922.  Tasiocera gourlayi ingår i släktet Tasiocera och familjen småharkrankar. Inga underarter finns listade i Catalogue of Life.